# Similaria enigmatica
Similaria enigmatica là một loài nhện trong họ Salticidae. Chúng thuộc chi đơn loài Similaria, được phát hiện ở Ấn Độ.